# Championnat de Tchéquie de football 2005-2006
Navigation
Saison 2004-2005 Saison 2006-2007
La saison 2005-2006 du Championnat de République tchèque de football était la 12e édition de la Gambrinus Liga, le championnat de première division de République tchèque. Les 16 clubs de l'élite jouent les uns contre les autres lors de rencontres disputées en matchs aller et retour au sein d'une poule unique.
C'est le Slovan Liberec qui remporte le titre en terminant en tête du championnat. C'est le 2e titre de champion de République tchèque de l'histoire du club, après celui remporté en 2002.
Pour la première fois dans l'histoire du championnat, le meilleur buteur n'est pas de nationalité tchèque : c'est le Slovaque Milan Ivana qui termine en tête du classement des buteurs avec seulement 11 réalisations.

## Les 16 clubs participants
| - AC Sparta Prague - SK Slavia Prague - 1.FC Brno - FC Tescoma Zlín - FK Jablonec 97 - 1.FC Slovacko - FC Banik Ostrava - FK Teplice | - Chmel Blsany - SK Sigma Olomouc - FC Marila Pribram - Vysočina Jihlava - Promu de Druha Liga - Slovan Liberec - FK Mlada Boleslav - Viktoria Plzen - Promu de Druha Liga - FK SIAD Most - Promu de Druha Liga |

## Compétition

### Classement
Le barème de points servant à établir le classement se décompose ainsi :
- Victoire : 3 points
- Match nul : 1 point
- Défaite : 0 point

| Rang | Équipe                   | Pts | J  | G  | N  | P  | Bp | Bc | Diff |
| ---- | ------------------------ | --- | -- | -- | -- | -- | -- | -- | ---- |
| 1    | Slovan Liberec           | 59  | 30 | 16 | 11 | 3  | 43 | 22 | +21  |
| 2    | FK Mladá Boleslav        | 54  | 30 | 16 | 6  | 8  | 50 | 36 | +14  |
| 3    | SK Slavia Prague         | 54  | 30 | 15 | 9  | 6  | 56 | 34 | +22  |
| 4    | FK Teplice               | 52  | 30 | 12 | 16 | 2  | 38 | 24 | +14  |
| 5    | AC Sparta Prague (T) (C) | 45  | 30 | 13 | 6  | 11 | 43 | 39 | +4   |
| 6    | FC Baník Ostrava         | 40  | 30 | 10 | 10 | 10 | 35 | 32 | +3   |
| 7    | 1.FC Slovacko            | 38  | 30 | 9  | 11 | 10 | 29 | 28 | +1   |
| 8    | FK Jablonec 97           | 37  | 30 | 10 | 7  | 13 | 35 | 39 | -4   |
| 9    | SK Sigma Olomouc         | 37  | 30 | 10 | 7  | 13 | 34 | 44 | -10  |
| 10   | FK SIAD Most (P)         | 36  | 30 | 10 | 6  | 14 | 34 | 41 | -7   |
| 11   | FC Tescoma Zlín          | 35  | 30 | 8  | 11 | 11 | 27 | 33 | -6   |
| 12   | 1.FC Brno                | 35  | 30 | 7  | 14 | 9  | 35 | 36 | -1   |
| 13   | FC Marila Příbram        | 34  | 30 | 8  | 10 | 12 | 36 | 36 | 0    |
| 14   | Viktoria Plzeň (P)       | 31  | 30 | 7  | 10 | 13 | 30 | 43 | -13  |
| 15   | Vysočina Jihlava (P)     | 29  | 30 | 6  | 11 | 13 | 20 | 36 | -16  |
| 16   | Chmel Blšany             | 26  | 30 | 5  | 11 | 14 | 22 | 44 | -22  |

|  | Qualifié pour la Ligue des champions 2006-2007                                                     |
|  | Qualifié pour la Coupe UEFA 2006-2007                                                              |
|  | Qualifié pour la Coupe Intertoto 2006                                                              |
|  | Relégation en 2e division                                                                          |
|  | (T) : Tenant du titre (C) : Vainqueur de la Coupe de République tchèque (P) : Promu de 2e division |

## Bilan de la saison
| Tableau d'Honneur                             |                   |
| Compétition                                   | Vainqueur         |
| Championnat de République tchèque de football | Slovan Liberec    |
| Coupe de République tchèque de football       | FK Mlada Boleslav |

| Qualifications européennes    |                   |
| Ligue des champions 2006-2007 | Qualifiés         |
| 3e tour préliminaire          | Slovan Liberec    |
| 2e tour préliminaire          | FK Mlada Boleslav |
| Coupe UEFA 2006-2007          | Qualifiés         |
| Premier tour                  | AC Sparta Prague  |
| 2e tour préliminaire          | SK Slavia Prague  |
| Coupe Intertoto 2006          | Qualifiés         |
| 2e tour                       | FK Teplice        |

| Promotion et relégation |                                      |
| Relégués en Druhá Liga  | Vysočina Jihlava Chmel Blsany        |
| Promus en První Liga    | SK Dynamo Ceské Budejovice SK Kladno |

## Meilleurs buteurs
| Scorer          | Goals | Team              |
| --------------- | ----- | ----------------- |
| Milan Ivana     | 11    | FC Slovácko       |
| Marek Kulič     | 10    | FK Mladá Boleslav |
| Karel Piták     | 10    | SK Slavia Praha   |
| Stanislav Vlček | 10    | SK Slavia Praha   |
| Horst Siegl     | 9     | FK SIAD Most      |
| Luboš Pecka     | 8     | FK Mladá Boleslav |
| Adam Varadi     | 8     | FC Baník Ostrava  |
| Rudolf Otepka   | 8     | Marila Příbram    |
| Libor Došek     | 8     | AC Sparta Praha   |